# You Know You're Right
You Know You're Right è un singolo del gruppo musicale grunge statunitense Nirvana pubblicato nel 2002.

## Il brano
You Know You're Right è l'ultima canzone registrata in studio dai Nirvana. Rimasta inedita fino al 2002, è stata pubblicata come singolo di lancio per l'uscita del primo greatest hits della band. Una versione demo acustica della canzone è stata inclusa nel cofanetto With the Lights Out. Per l'uscita del brano su singolo, fu girato un video che contiene estratti dai live della band.

### Origine e storia
La stesura di You Know You're Right risale al 1993, rendendo la canzone una delle ultime composizioni di Kurt Cobain della quale si sia a conoscenza. Per anni si sapeva della sua esistenza solo grazie ad un bootleg che ne conteneva una versione live, registrata dal vivo il 23 ottobre 1993 all'Aragon Ballroom di Chicago, Illinois.
Una versione in studio della canzone fu registrata dai Nirvana nel corso della loro ultima seduta d'incisione, il 30 gennaio 1994 ai Robert Lang Studios di Seattle, ma rimase inutilizzata dopo la morte di Cobain. Quando il gruppo registra la canzone, gli equilibri interni sono già sfilacciati da tempo. I primi due giorni Cobain non si presenta in sala prove e, quando compare, alterna stati di abulia e insofferenza. La registrazione divenne oggetto di causa legale tra Courtney Love, la vedova di Cobain, e i membri superstiti dei Nirvana Dave Grohl & Krist Novoselic. Grohl e Novoselic avrebbero voluto far uscire la canzone in un cofanetto dedicato ai Nirvana, ma la Love bloccò il progetto. La donna pensava che un inedito come You Know You're Right sarebbe andato "sprecato" in un box set, proponendo di far uscire la canzone su singolo. Novoselic rivelò di non essere del tutto contrario all'idea della Love: «Ho sempre preso in considerazione quello che lei diceva. Ci riflettevamo su, e quando eravamo d'accordo le dicevamo, "hey, questa è una grande idea, Courtney". Cercai di mettermi d'accordo con lei il più possibile, ma non c'era poi molto da fare».
Nel settembre 2002, la causa legale venne risolta in maniera consensuale, e fu annunciato che You Know You're Right sarebbe apparsa in un "greatest hits" della band intitolato Nirvana. Una versione non masterizzata in formato MP3 della traccia uscì illegalmente su Internet quasi due mesi prima della pubblicazione ufficiale, causando forti proteste da parte della casa discografica dei Nirvana.

### Differenti versioni
Esistono 3 versioni del testo, ciò sta a significare che era una canzone in continua evoluzione. Comunque, tutte le versioni hanno temi comuni. Molti pensano che parli della storia d'amore con Courtney Love; altri pensano che sia un riferimento generale all'amore.
Alla fine della canzone, Cobain ripete 17 volte la frase you know you're right (sai di avere ragione), ma negli ultimi 3 versi diventa «you know your rights» ("conosci i tuoi diritti"). "You know you're right" è la frase sarcastica che Kurt Cobain e Courtney Love utilizzavano per placare la rabbia durante le discussioni che animavano le loro giornate negli ultimi mesi del 1993: un periodo critico per il Cobain genitore, marito e artista. Il distico «Nothing Really Bothers Her / She Just Wants to Love Herself» contenuto nella terza strofa del pezzo è il più esplicito riferimento alla moglie, a cui il frontman dei Nirvana rinfaccia atteggiamenti narcisisti. Il titolo è stato attribuito dopo la morte del cantante e si pensa, quindi, che possa non essere quello definitivo; fu cantata dalle Hole sotto il titolo You've Got No Right nel loro MTV Unplugged & Even More.

## Video musicale
Il videoclip è composto da un collage di varie esibizioni del passato della band.

## Classifiche
| Classifica (2002)             | Posizione massima |
| ----------------------------- | ----------------- |
| Stati Uniti                   | 45                |
| Stati Uniti (alternative)     | 1                 |
| Stati Uniti (mainstream rock) | 1                 |
| Stati Uniti (radio)           | 43                |

## Cover
- La canzone You Know You're Right è stata cantata come cover dai Limp Bizkit in un live del 2003, durante la presentazione del disco Results May Vary.

- Anche gli italiani Afterhours ne hanno fatto una rilettura, presente nella versione deluxe dell'album I milanesi ammazzano il sabato presentata il 24 ottobre 2008 a Parigi.